# Dorsale Deep Freeze
Le dorsale Deep Freeze è una catena montuosa dell'Antartide orientale. Situata nella regione nord-occidentale della Dipendenza di Ross, e in particolare in corrispondenza della costa di Scott, davanti al mare di Ross, questa catena, che fa parte della più vasta catena dei monti Transantartici, si estende in direzione nord-ovest/sud-est per circa 128 km arrivando a una larghezza massima di circa 16 km. La dorsale Deep Freeze, la cui vetta più elevata è rappresentata dal monte Hewson, che arriva a 3720 m s.l.m., è delimitata a ovest dal ghiacciaio Priestley, che la separa dalla dorsale Eisenhower, a est dal ghiacciaio Campbell, che la divide dai monti Southern Cross, a nord-ovest dall'Altopiano Antartico e a sud dalla baia Terra Nova. Il ghiacciaio Rainey, uno dei più grandi di quelli che discendono dai versanti della dorsale, posto sul suo lato nord-orientale, la separa poi dalla dorsale Mesa.

## Storia
La parte più meridionale della dorsale Deep Freeze, quella che si affaccia sul mare, fu avvistata per la prima volta nel 1841 dall'esploratore britannico James Clark Ross, ma l'intera formazione è stata poi mappata da membri dello United States Geological Survey (USGS) grazie a fotografie aeree scattate dalla marina militare statunitense nel periodo 1960-64 e alle ricognizioni terrestri effettuate da spedizioni statunitensi e neozelandesi nelle stagioni 1961-62 e 1962-63, infine essa è stata così battezzata dal Comitato consultivo dei nomi antartici in omaggio a tutti i partecipanti alle operazioni Deep Freeze e al supporto da loro dato all'esplorazione antartica a partire dal 1954.

## Mappe
Di seguito una serie di mappe in scala 1:250 000 realizzate dallo USGS:

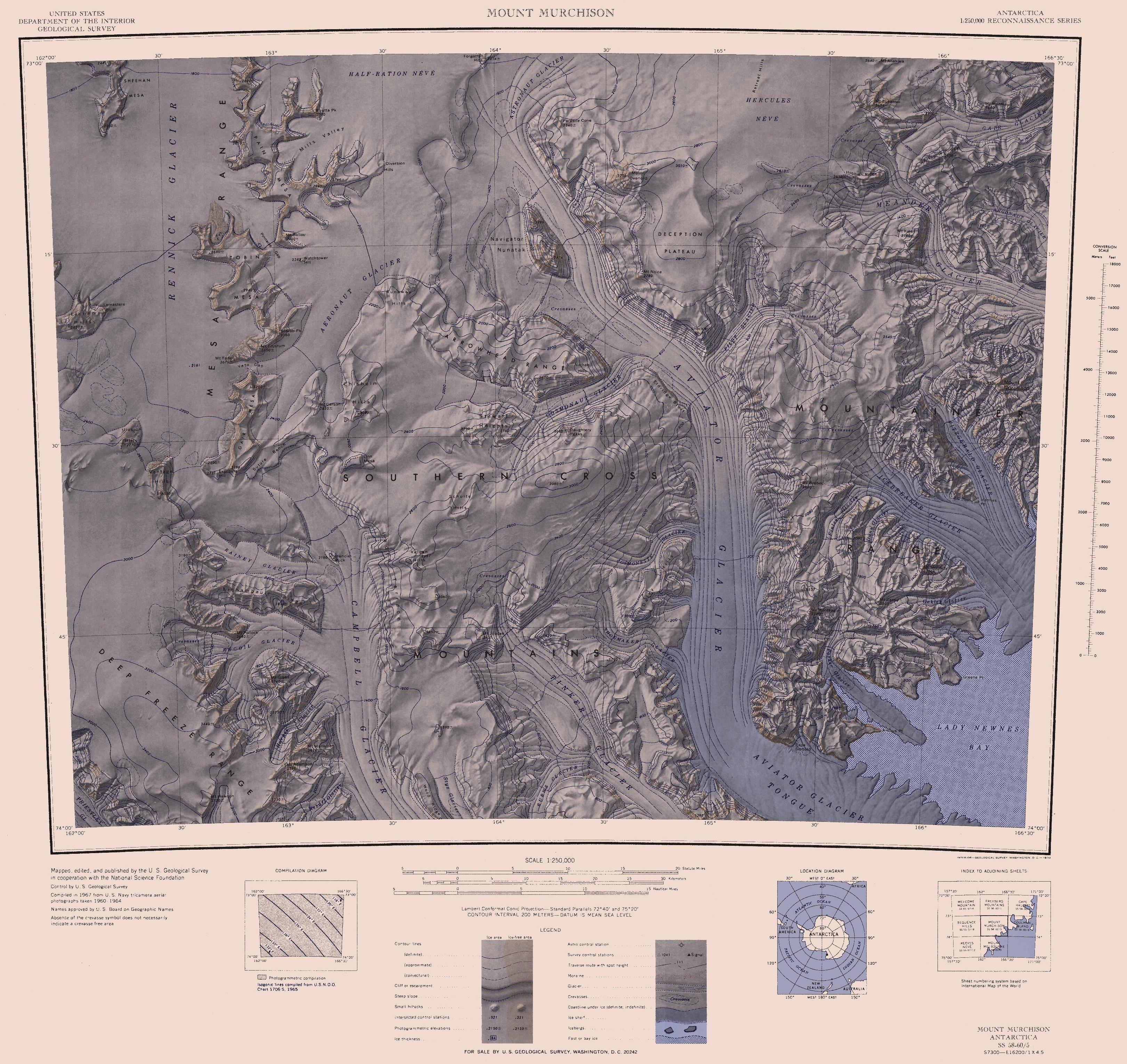
Nell'angolo sud-occidentale di questa mappa si può vedere il tratto settentrionale della dorsale.
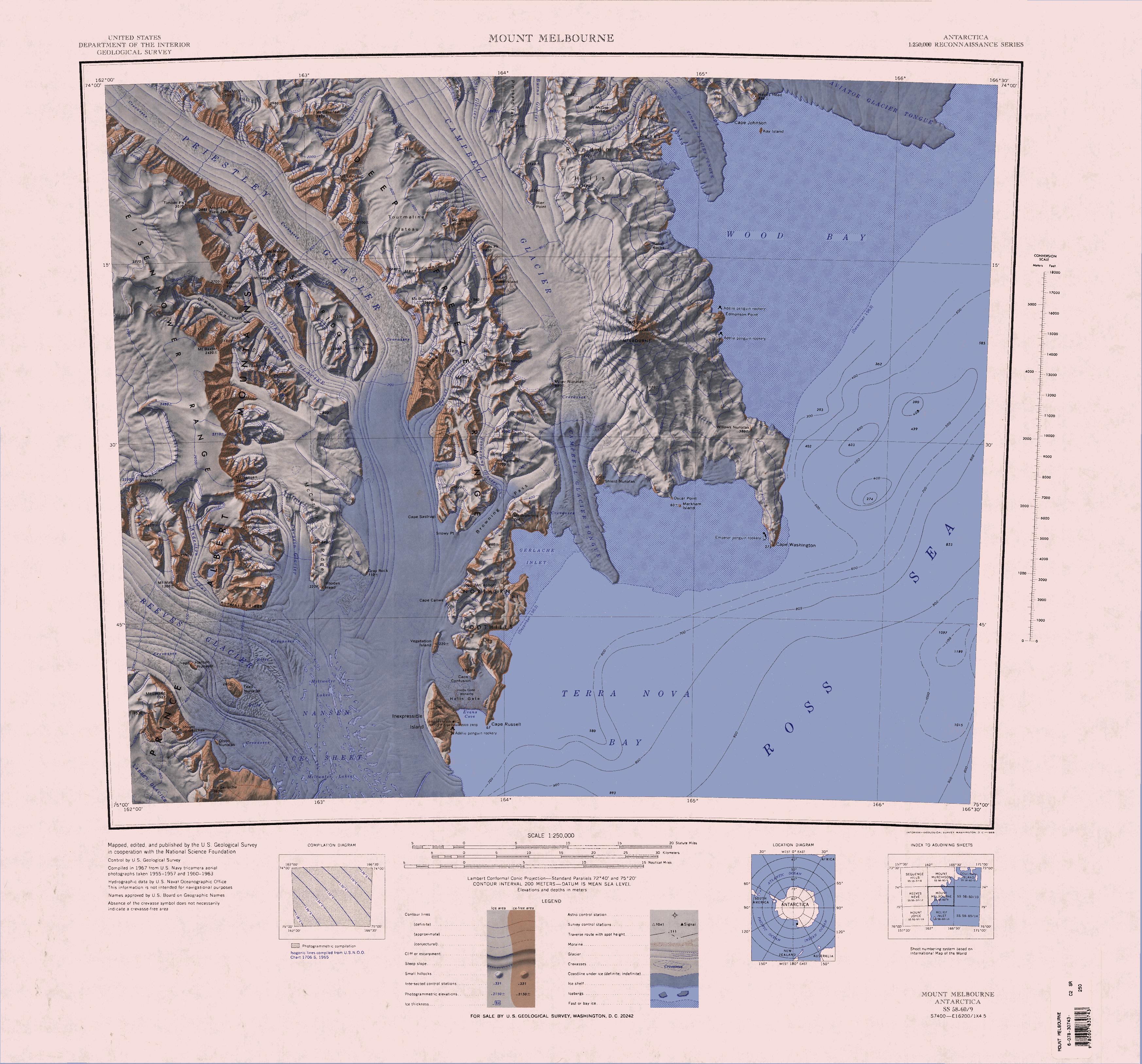
Nella parte nord-occidentale di questa mappa si può vedere il tratto meridionale e finale della dorsale.